# Šreder (Nindža kornjače)
Sekač ili Šreder (engl. The Shredder) je izmišljeni lik iz serijala Mladi mutanti Nindža kornjače. On je zli majstor nindžicua poznat i po svom pravom imenu Oroku Saki. Sekač je zakleti neprijatelj Nindža kornjača i njihovog učitelja Splintera. Takođe je i vođa Klana Stopala.
Sekačev fizički izgled ostaje gotovo nepromenjen tokom svih njegovih inkarnacija. Oroku Saki je prikazan kao mišićavi Japanac koji se najčešće pojavljuje kao Sekač u oklopljenom odelu i sa šlemom donekle baziranim na izgledu samuraja. Oklop se sastoji od metalnih ploča prekrivenih sečivima na njegovim ramenima, podlakticama, šakama i potkolenicama. Ostatak odeće čini ljubičasta, siva, plava ili crvena odora koja je ponekad obična fabrička odeća, a nekad vrsta verižnjače. Takođe nosi i šlem sa tri šiljka i metalnu masku koja mu prekriva lice, čineći vidljivim samo oči. Ponekad nosi i ljubičasti plašt.

## Spoljašnje veze
- Sekačev profil na  Архивирано на веб-сајту  (28. децембар 2008)
- Sekačev profil na zvaničnom sajtu o Nindža kornjačama